# 畠山円耀
畠山 円耀 （はたけやま えんよう、生没年不詳）は、鎌倉時代の武士、僧侶。畠山重忠の末子。子に畠山次郎重氏。

## 考証
畠山重忠の乱で死去した父・重忠の菩提を弔うために出家した。 慈光寺（埼玉県ときがわ町）の別当で23代目住職を務めた。なお畠山重忠の乱から8年後に兄（或いは弟）である重慶は謀反の疑いがかかって長沼宗政に殺されたが、その兄弟である円耀に疑惑は及んでいない｡

## 系譜
- 父：畠山重忠
- 母：不詳
- 妻：不詳
- 子女：畠山重氏